# 陆敏全
陆敏全 （1999年4月26日—），湖北武汉人，中国围棋职业六段棋手。她2014年入段，2021年5月升为六段。
2014年，获得黄河杯业余围棋赛女子冠军。2015年，获得第三届全国智力运动会围棋专业女子快棋亚军。2018年，与李昌镐搭档获得国手山脉杯混双冠军。2019年，获得第四届全国智力运动会围棋混双冠军。2022年，帮助中国队获得湖盘杯三国女子围棋擂台赛冠军。2024年，获得中国围棋女子名人战亚军和女子名手赛亚军。

## 升段记录
2014年7月25日入段。
2015年7月21日二段。
2016年7月30日三段。
2017年5月7日四段。
2018年9月22日五段。
2021年5月17日六段。

## 业余成绩
2014年5月，获得第28届黄河杯业余围棋赛女子组冠军。

## 职业成绩
2014年7月，在全国围棋定段赛以女子组第4名的成绩成功定为职业初段，后入选中国国家女队。
2015年9月，在第三届全国智力运动会围棋专业女子快棋中，先后战胜王磐、陈一鸣、唐奕，在决赛中不敌於之莹，获得亚军。
2016年9月，在全国围棋个人赛女子组中获得第三名。
2017年3月，在第3届梦百合杯世界围棋公开赛女子组出线。4月，在黄龙士杯三国女子围棋擂台赛中作为二将出场，战胜金仑映，王景怡，不敌吴政娥。6月，在梦百合杯本赛中，战胜韩升周，不敌陈梓健，止步32强。11月，在穹窿山兵圣杯世界女子围棋锦标赛中，不敌向井千瑛，止步16强。
2018年4月，在吴清源杯世界女子围棋赛中，战胜ManjaMarz、藤泽里菜，8强赛不敌崔精。9月，在全国围棋个人赛女子组中8胜1负，获得第二名。11月，在穹窿山兵圣杯世界女子围棋锦标赛中，战胜殷明明，不敌吴侑珍，止步8强。同年，与李昌镐搭档获得国手山脉杯混双冠军。
2019年4月，在吴清源杯世界女子围棋赛中，战胜丰云，不敌上野爱咲美，止步16强。6月，在黄龙士杯三国女子围棋擂台赛中作为副将出场，战胜吴侑珍，不敌崔精。10月，在穹窿山兵圣杯世界女子围棋锦标赛中，战胜杨子萱，不敌藤泽里菜，止步8强。11月，在全国智力运动会中，与范蕴若搭档代表上海队获得混双冠军。
2020年9月，在吴清源杯世界女子围棋赛中战胜黑嘉嘉，不敌於之莹，止步8强。同年，在中国女子围棋甲级联赛中以14胜4负获得最多胜局奖。
2021年7月，在吴清源杯世界女子围棋赛中战胜谢依旻，不敌崔精，止步16强。
2022年4月，在杭州亚运会围棋女子团体中国选拔赛中以8胜6负第4名出线，入选亚运阵容。8月，在吴清源杯世界女子围棋赛中战胜铃木步，不敌吴侑珍，获得8强。10月，在湖盘杯三国女子围棋擂台赛中以中国三将出场，不敌日本队主将上野爱咲美。
2024年5月，在第一届北海新绎杯世界围棋公开赛女子组中出线。6月，在黄龙士杯中2胜5负，获得第七名。10月，在中国围棋女子名人战中，先后战胜李思璇、徐晶琦、高星、王晨星、宋容慧打进决赛，在决赛三番棋中0：2不敌现任名人於之莹获得亚军。12月，在女子名手赛中不敌唐嘉雯，获得亚军。同月在全国围棋个人赛中8胜1负获得亚军。
2025年4月，在北海新绎杯本赛中不敌卞相壹，获得64强。

## 国际比赛成绩
| 赛事         | 2017 | 2018 | 2019 | 2020 | 2021 | 2022 | 2023 | 2024  |
| ------------ | ---- | ---- | ---- | ---- | ---- | ---- | ---- | ----- |
| 兵圣杯       | 16强 | 8强  | 亚軍 | —    | —    | —    | —    | —     |
| 吴清源杯     | —    | 8强  | 16强 | 8强  | 16强 | 8强  | ×    | ×     |
| 扇兴杯       | —    | ×    | ×    | —    | ×    | ×    | ×    | ×     |
| 黄龙士杯个人 | —    | —    | —    | —    | —    | —    | —    | 第7名 |
| 黄龙士杯擂台 | 2:1  | ×    | 1:1  | —    | —    | —    | —    | —     |
| 湖盘杯       | —    | —    | —    | —    | —    | 0:1  | —    | —     |
| 亚运会       | —    | —    | —    | —    | —    | —    | ×    | —     |

非限制世界大赛成绩：
2017年：梦百合杯32强（胜韩升周、负陈梓健）
2025年：北海新绎杯64强（负卞相壹）
- 注1：× 表示未打进本赛或未参加，— 表示当年度未新开赛，斜体字 表示进入本赛后未赢一场
- 注2：黄龙士杯擂台赛和湖盘杯擂台赛的为当年个人对赛记录（胜:负），金色背景表示终结比赛，加粗表示当届冠军是中国队

## 年表
| 年份 | 女子国手 | 女子名人  | 女子名手 | 建桥杯 | 个人赛   | 兵聖杯 （世界） | 扇興杯 （世界） | 吳清源杯 （世界） | 其他棋战           | 备注 |
| ---- | -------- | --------- | -------- | ------ | -------- | --------------- | --------------- | ----------------- | ------------------ | ---- |
| 2014 |          |           |          |        | 第4名    |                 |                 |                   |                    | 初段 |
| 2015 |          |           |          |        | 第7名    |                 |                 |                   | 智运会女子快棋亚军 | 二段 |
| 2016 |          |           |          |        | 第3名    |                 |                 |                   |                    | 三段 |
| 2017 |          |           |          | 32强   | 第19名   | 16强            |                 |                   |                    | 四段 |
| 2018 |          | 16强      |          | 16强   | 王爽 x   | 8强             |                 | 8强               | 国手山脉杯混双冠军 | 五段 |
| 2019 |          | 16强      |          | 8强    | 第10名   | 8强             |                 | 16强              | 智运会混双冠军     |      |
| 2020 |          |           |          |        |          |                 |                 | 8强               |                    |      |
| 2021 |          |           |          | 32强   |          |                 |                 | 16强              |                    | 六段 |
| 2022 |          |           |          |        | 第15名   |                 |                 | 8强               | 湖盘杯冠军         |      |
| 2023 | 4强      | 4强       |          | 16强   | 第11名   |                 |                 |                   |                    |      |
| 2024 | 16强     | 於之莹 xx | 唐嘉雯 x |        | 周泓余 x |                 |                 |                   |                    |      |
| 2025 |          |           |          |        | 第7名    |                 |                 |                   |                    |      |